# Luchs (Spähpanzer)
Der Spähpanzer 2 (SpPz 2) Luchs ist ein achträdriger amphibischer Spähpanzer aus deutscher Produktion, der von der Bundeswehr von den 1970er-Jahren bis 2009 eingesetzt wurde.

## Fahrzeugbeschreibung
Der Spähpanzer Luchs der Bundeswehr ist ein Radpanzer, der vorwiegend in den Panzeraufklärungsbataillonen der Divisionen eingesetzt wurde. Er basiert auf dem Konzept der Panzerspähwagen Sd.Kfz. 234 und dessen Vorgänger, dem Panzerspähwagen Sd.Kfz. 231, von dem er die 8-Rad-Lenkung und als zusätzliches Besatzungsmitglied den Rückwärtsfahrer beibehalten hat. Zusätzlich ist der Luchs schwimmfähig (er wird bei Wasserfahrt durch zwei im Heck befindliche Ruderpropeller angetrieben), kaum hörbar und mit beschussfesten Reifen ausgestattet. Auch das Besatzungsmodell ist identisch: Fahrer, Kommandant, Richtschütze und Rückwärtsfahrer/Funker.
Mit dem in der deutschen Wehrmacht eingeführten Panzerkampfwagen II Ausf. L (Sd.Kfz. 123) „Luchs“ hat der heutige „Luchs“-Panzer lediglich den Namen gemein.

## Entwicklung und Einsatz

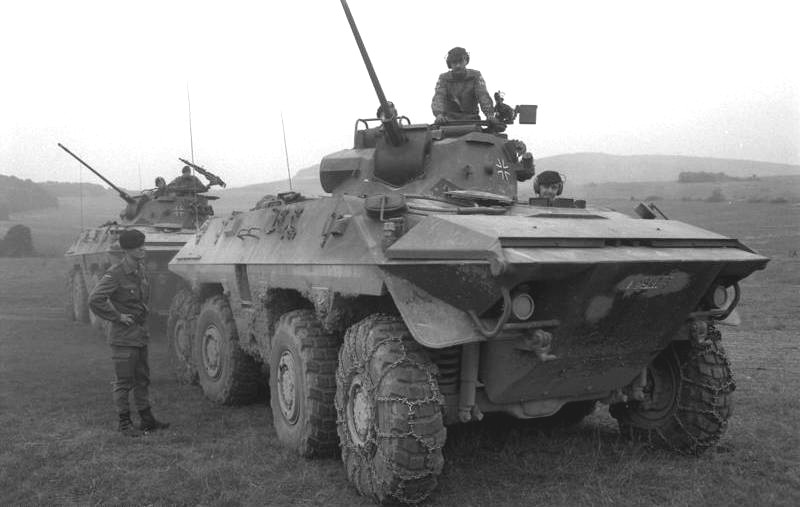
Spähpanzer Luchs beim Herbstmanöver „Fränkischer Schild“ der Bundeswehr im Jahr 1986 im Raum Würzburg. Die Kennzeichen, Lichteinrichtungen und taktische Zeichen wurden mit Schlamm getarnt. Die Seitenspiegel sind zur Tarnung abgeklappt.

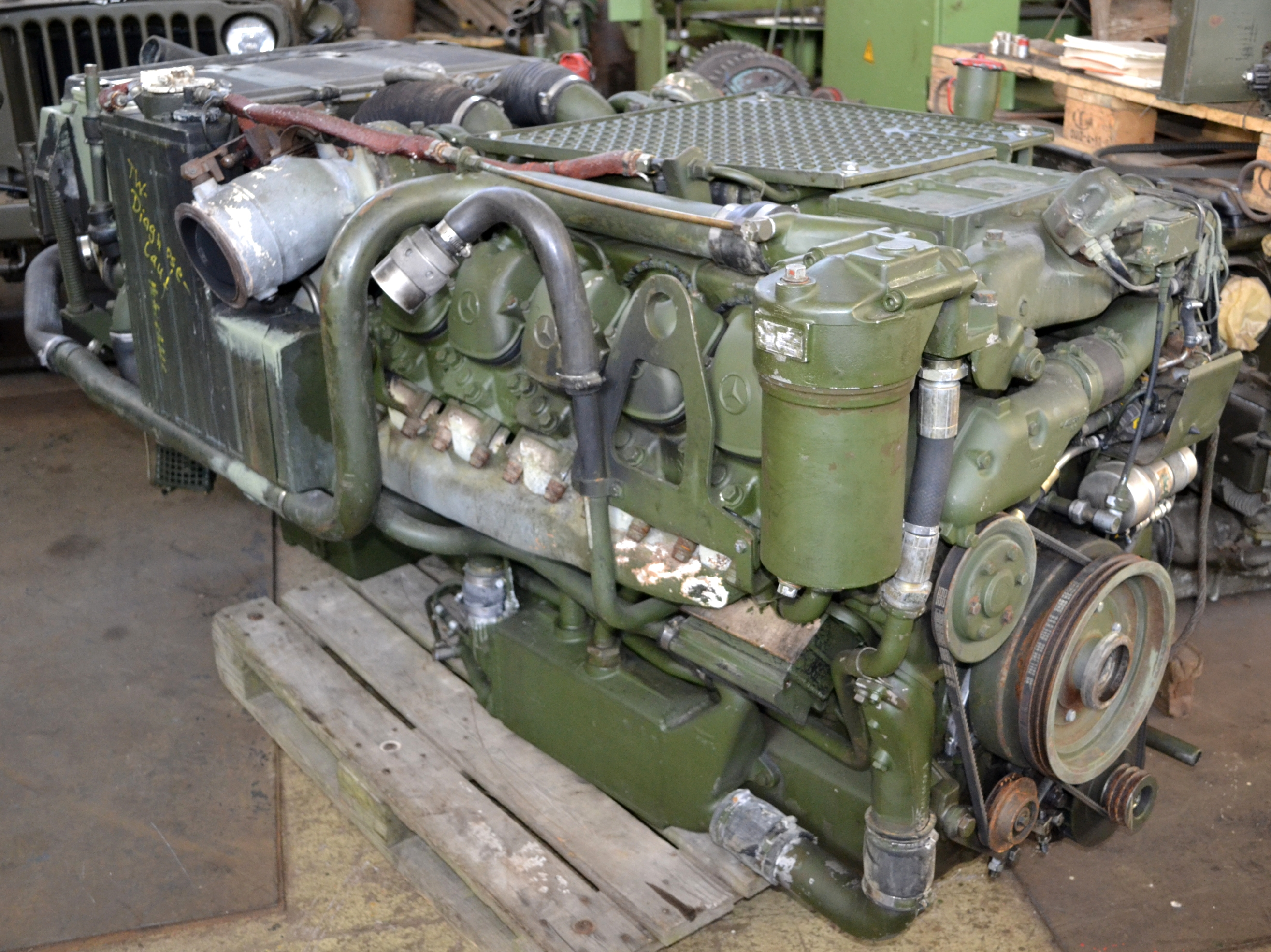
Mercedes-Benz OM 403A eines Luchs

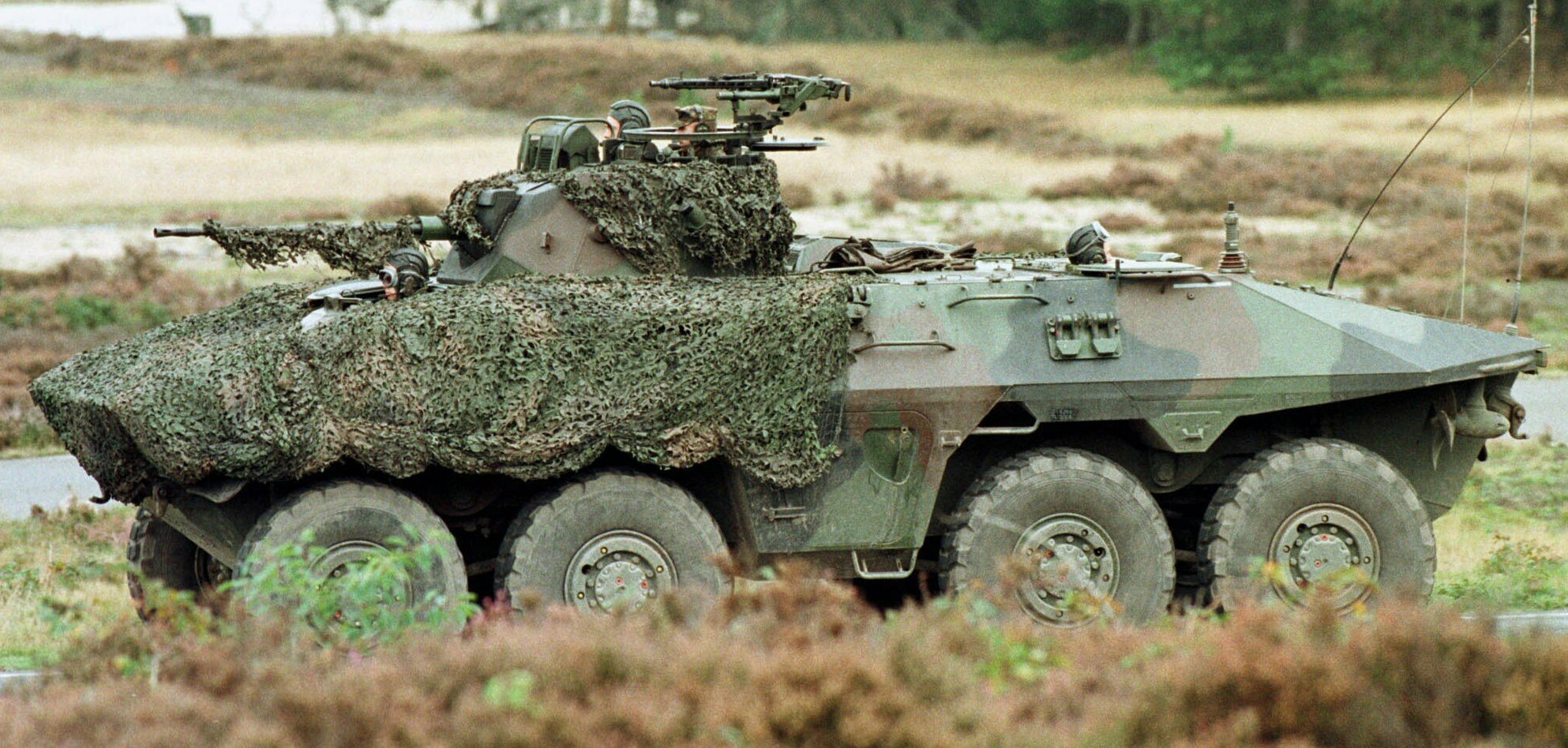
Der Luchs ist ein Zweirichtungsfahrzeug. Im Bild sind der Vor- und Rückwärtsfahrer erkennbar.

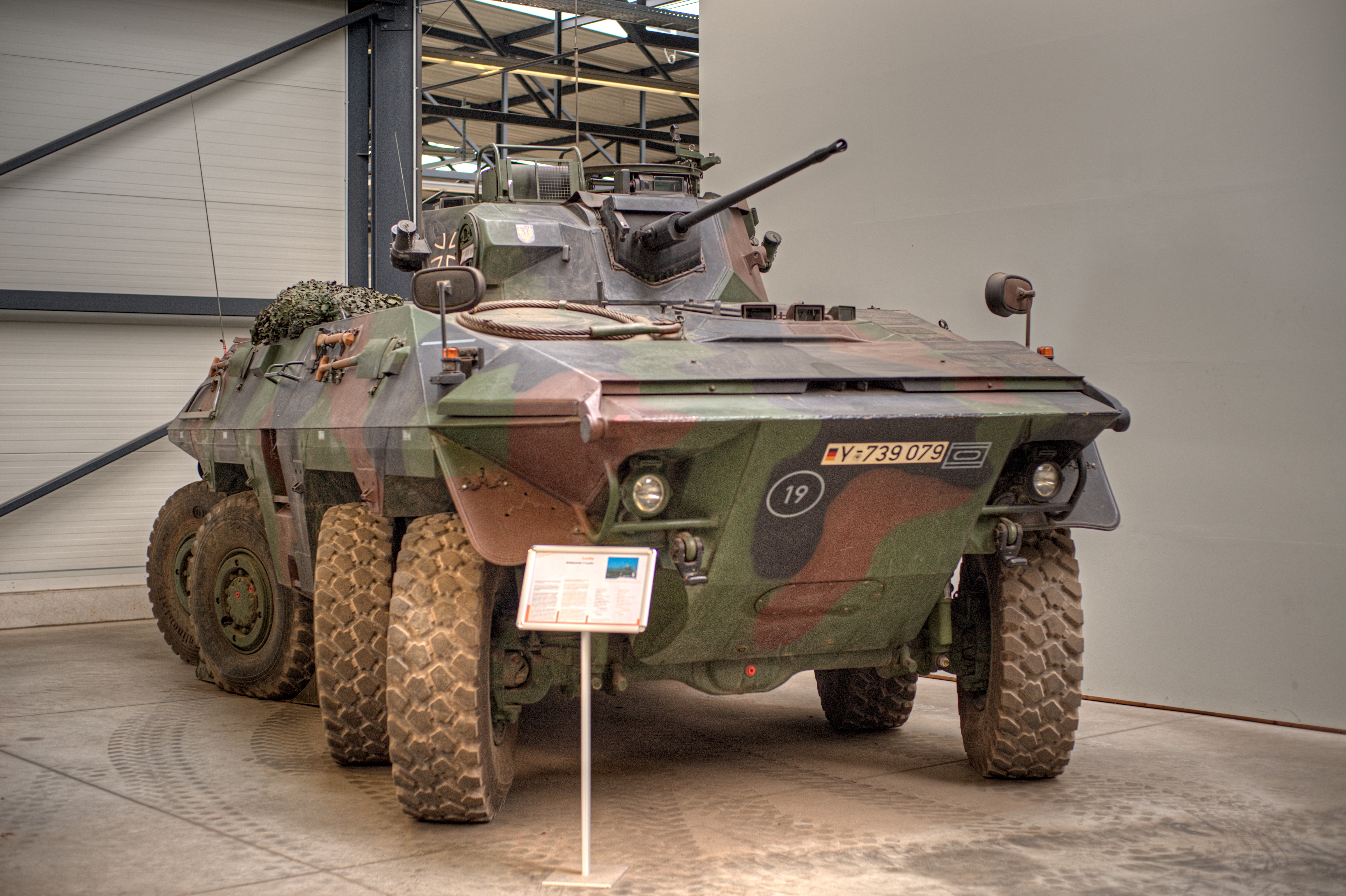
Der Luchs hat eine Allradlenkung

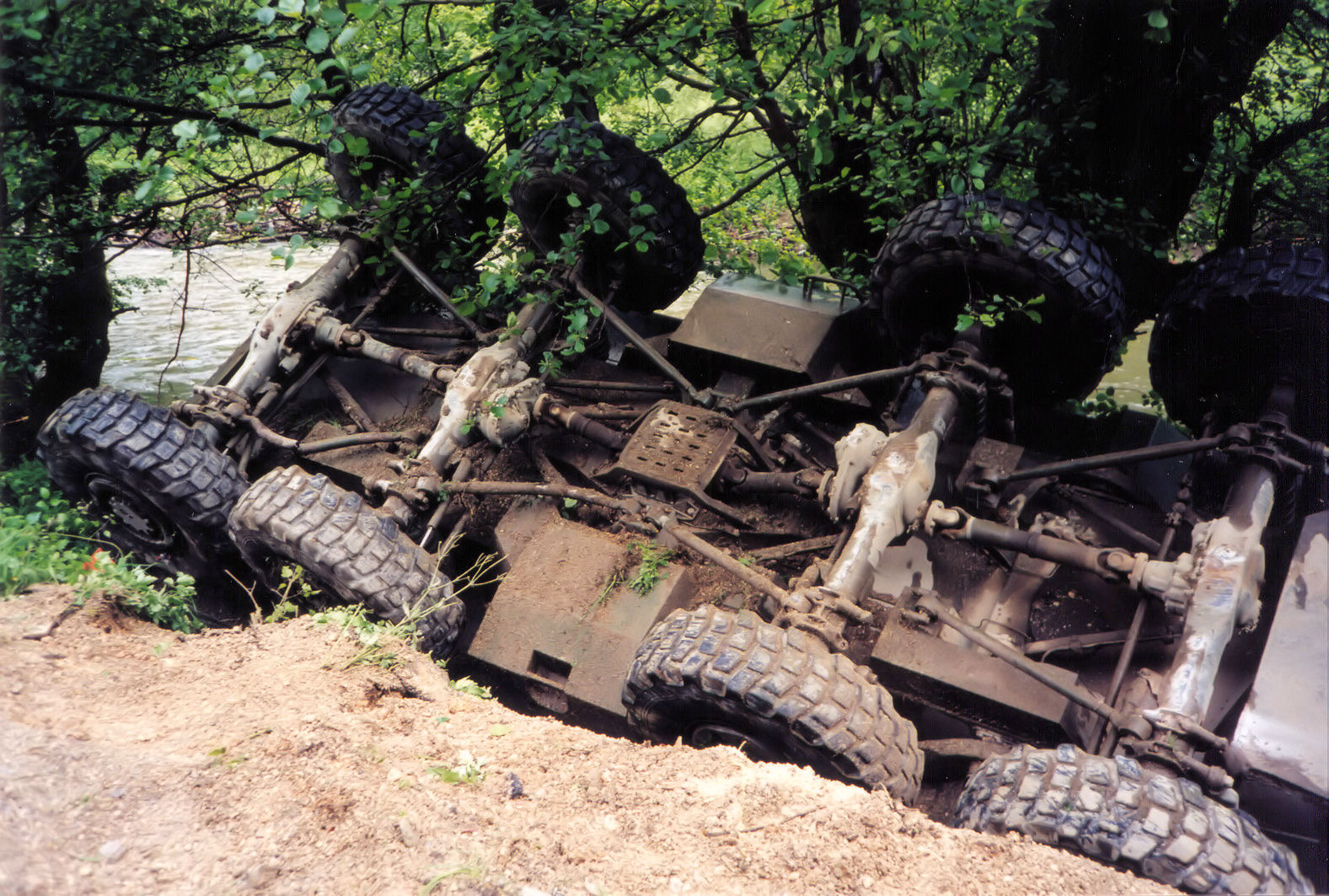
Draufsicht auf das Fahrwerk eines umgestürzten Luchs

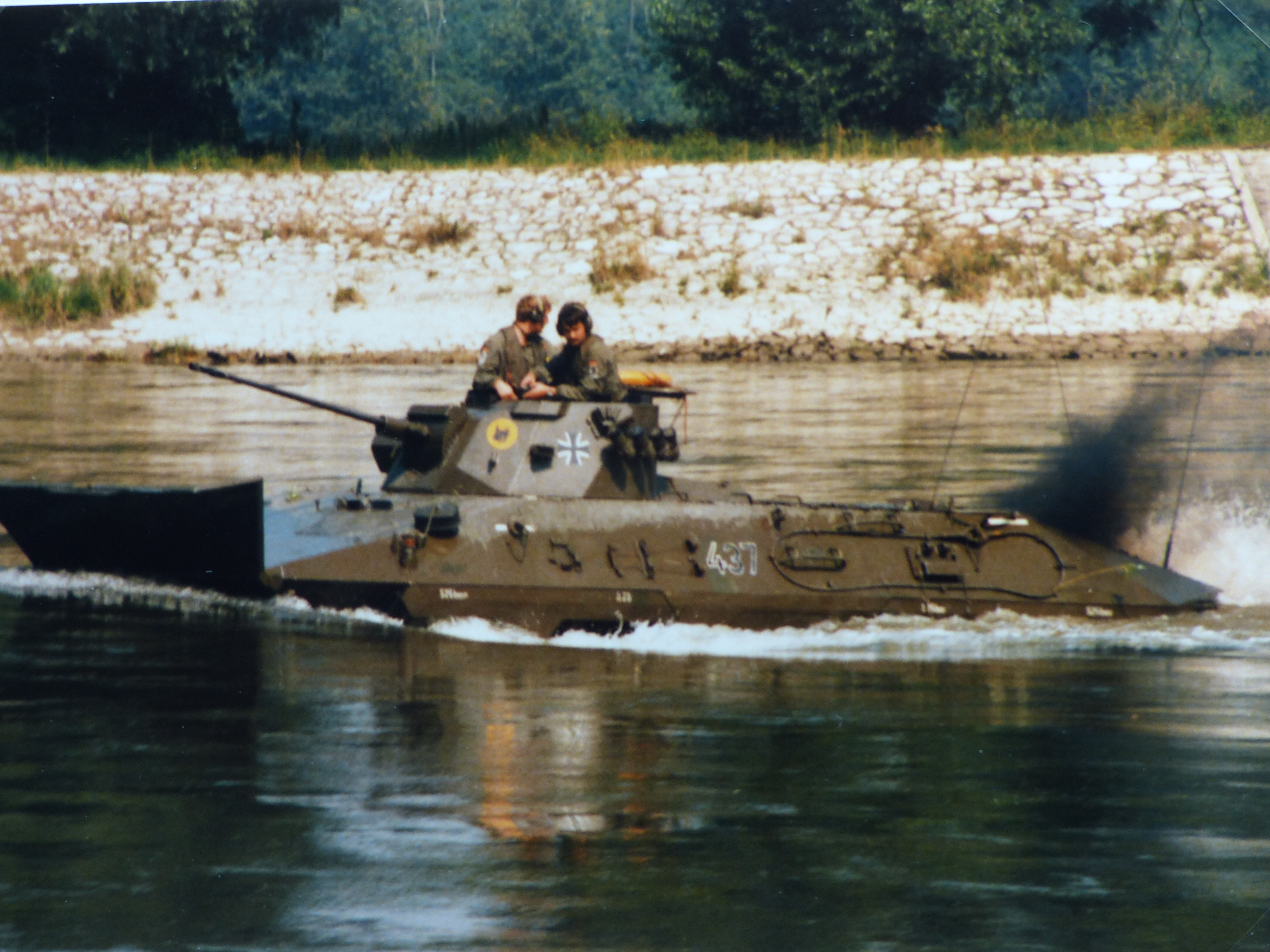
Luchs im Schwimmbetrieb; das Schwallbrett ist hochgeklappt

Der Luchs ist nicht für Kampfeinsätze vorgesehen – vielmehr soll er unbemerkt feindliche Stellungen und Bewegungen ausspähen.
Entwickelt wurde das Fahrzeug 1968–1974 bei Porsche (als Auftragsarbeit für Daimler-Benz), endgefertigt ab 1975 von Thyssen-Henschel in Kassel. Die Serienfertigung begann im Mai 1975, die Einführung in die Truppe ab September 1975. Bis 1977 wurden insgesamt 408 Exemplare ausgeliefert. Der Luchs ersetzte den französischen Hotchkiss SPz kurz 11-2, der damals bereits 20 Jahre in der Bundeswehr eingesetzt worden war. Zugleich wurde der Transportpanzer „Fuchs“ entwickelt, mit dem er viele Komponenten teilt.
Die Wanne des Luchs besteht aus geschweißtem Stahl. Das Antriebsaggregat, bestehend aus Motor, Automatikgetriebe und diversen Luft- und Ölfiltern, liegt „klassisch“ im hinteren Teil des Fahrzeugs und kann in einem Block ausgetauscht werden. Dies macht den Luchs zu einem wartungsfreundlichen Waffensystem. Angetrieben von einem Vielstoffmotor können unterschiedliche Kraftstoffe – einschließlich Diesel und Benzin – genutzt werden. Mit Diesel betrieben leistet der Zehn-Zylinder-Motor rund 285 kW (387 PS) bei 2500/min. Es werden alle acht Räder angetrieben; die Steuerung wirkt entweder auf die vier vorderen, die vier hinteren oder bis 30 km/h auf alle acht Räder.  Das macht den Luchs zu einem wendigen und höchstbeweglichen Fahrzeug. Die acht großvolumigen Niederdruckreifen weisen Notlaufeigenschaften auf. Das Erreichen der Höchstgeschwindigkeit ist dank des Rückwärtsfahrers auch bei Rückwärtsfahrt möglich.
Durch seine aufwändige Geräuschdämmung war der Luchs, besonders vor dem Hintergrund von Umgebungsgeräuschen, selbst auf kurze Entfernungen kaum zu hören. Für seinen Betrieb wurden deshalb Sicherheitsvorkehrungen getroffen: Wenn sich der SpPz Luchs im Manöver befand, durfte nur in vorher extra ausgewiesenen Bereichen auf dem Boden geschlafen werden; andernfalls bestand die Gefahr, dass schlafende Soldaten überrollt wurden. Trotz des Einsatzes des Wärmebildgerätes hatte die Besatzung nicht immer Gelegenheit, im Verfügungsraum auf eventuell Schlafende zu achten.
In Verbindung mit einer Bedarfsinstandsetzung wurden die Fahrzeuge im Zeitraum 1980–1983 mit einem Doppelgurt-Zuführer (DGZ) für wahlweise Sprengbrand- und Hartkern-Munition nachgerüstet (LUCHS A1). Ab 1985 erhielten die Fahrzeuge ein Wärmebildgerät (Version SpPz 2), der IR/Weißlicht-Zielscheinwerfer entfiel. Nach einem Unfall in der Donau bei Eining am 18. Juli 1986 mit einem Luchs A2, bei dem das erste Mal alle Besatzungsmitglieder das Fahrzeug verlassen konnten und am Leben blieben, wurde das amphibische Schwimmen zunächst eingestellt. Die mit dem Umbau verbundene Gewichtszunahme und Schwerpunkterhöhung führten zum Verlust der Schwimmfreigabe. Das Fahrzeug verfügt über eine integrierte ABC-Schutz-Belüftungsanlage.

### Einsätze

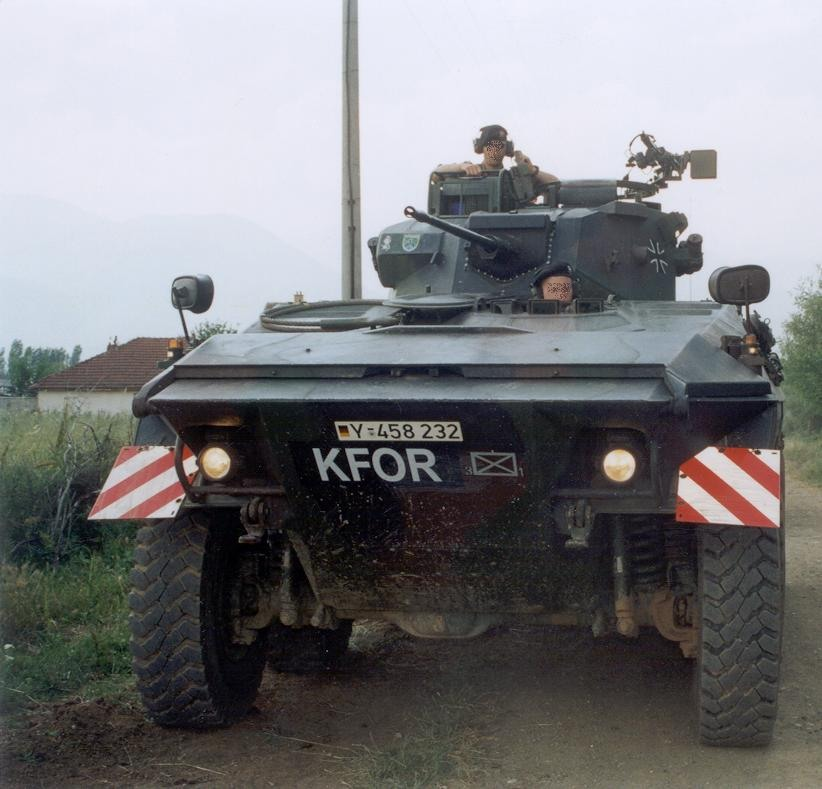
Luchs im Kosovo (2002)

Der SpPz 2 „Luchs“ A2 kam im Rahmen mehrerer Auslandseinsätze der Bundeswehr auf dem Balkan zum Einsatz:
- in Kroatien und Bosnien-Herzegowina
  - IFOR (1995–96)
  - SFOR (1996–2004)
  - EUFOR (seit 2004)
- im Kosovo
  - KFOR (seit 1999)

Neben den klassischen Aufgaben als Aufklärungs- und Patrouillenfahrzeug wurde der „Luchs“ auch als Konvoibegleitschutz eingesetzt. Ein Teil der dort eingesetzten Fahrzeuge war hierfür extra nochmals u. a. mit dem „Führungs- und Informationssystem Heer“ kampfwertgesteigert worden.

## Bewaffnung und Ausrüstung
- Bordmaschinenkanone Rh 202 Kal. 20 mm von Rheinmetall, Feuergeschwindigkeit: 800–1000 Schuss/min, Kampfentfernung bis 2000 m, Hauptkampfentfernung 800 m, Doppelgurtzuführung (ab Version A1)
- MG3 Kal. 7,62 mm auf Drehringlafette
- Integrierte ABC-Schutz- und -belüftungsanlage
- Ab Mitte der 1980er-Jahre Kampfwertsteigerung mit Einbau eines Wärmebildziel- und Beobachtungsgerätes (Version A2), (seitdem durch erhöhtes Gewicht Verlust der selbstständigen Schwimmfähigkeit)
- Kampfwertsteigerung einiger Modelle durch Einbau einer GPS-Navigationsanlage, eines Kreiselkompasses und einer zusätzlichen Datenfunkantenne
- Sprechfunkgeräte SEM 25/35, HF-Kurzwellengerät XK 405 (für große Reichweiten), Sprechfunkgeräte SEM 80/90 (ab 1986)

## Verwendung und Verbleib

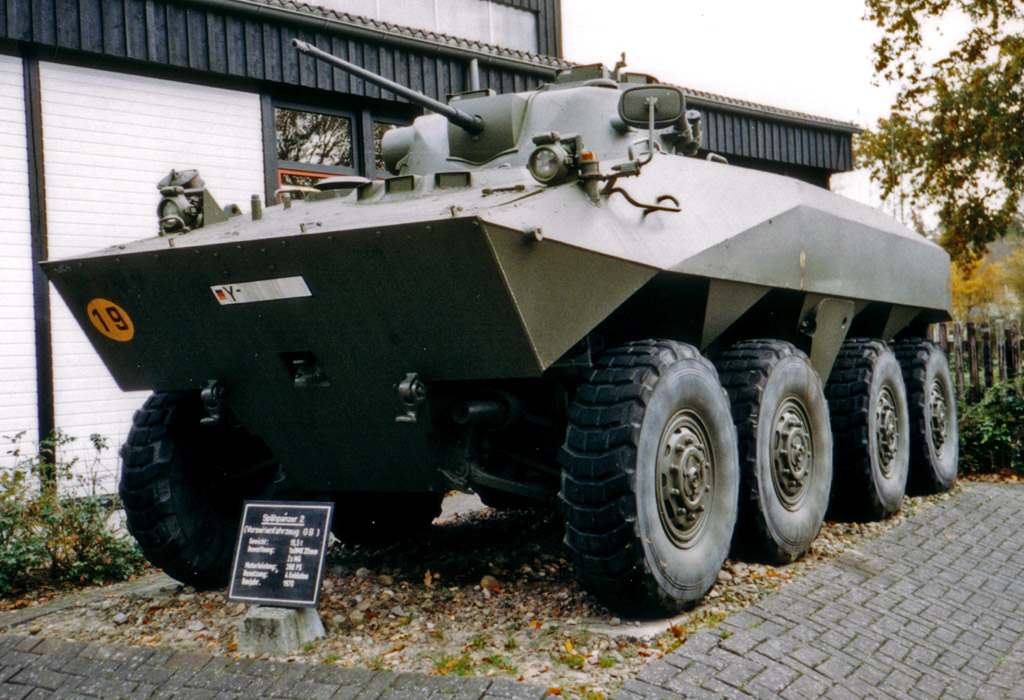
Spähpanzer Luchs (Vorserie) im Panzermuseum Munster

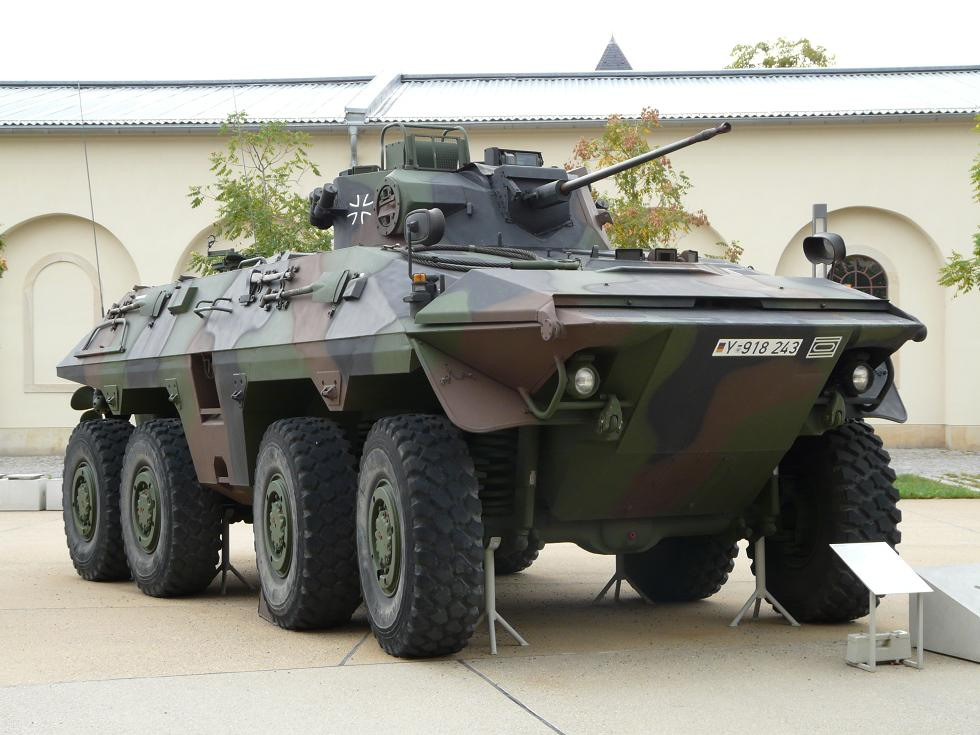
Luchs im Militärhistorischen Museum der Bundeswehr Dresden

Der Luchs wurde zuletzt noch in den Brigaden der Stabilisierungskräfte des Heeres eingesetzt. Dort diente er – neben dem Spähwagen Fennek – bei den aus den Panzeraufklärern hervorgegangenen Bataillonen der 2008 neu aufgestellten Heeresaufklärungstruppe. Die letzten 68 Exemplare wurden 2009 außer Dienst gestellt. Ein Vorserien- und ein Serienfahrzeug des Spähpanzertyps befinden sich in der Sammlung des Panzermuseums Munster.

## Technische Daten
| Spähpanzer Luchs            | Spähpanzer Luchs                                                  |
| --------------------------- | ----------------------------------------------------------------- |
| Technische Daten            |                                                                   |
| Einführungsjahr:            | 1975                                                              |
| Besatzung:                  | Kommandant, Richtschütze, Fahrer, Funker (= Rückwärtsfahrer)      |
| Maße                        |                                                                   |
| Länge:                      | 7340 mm, Breite: 2980 mm Höhe: 2500 mm                            |
| Gefechtsmasse:              | 19,6 t                                                            |
| Turmmasse:                  | 2,15 t                                                            |
| Achslast vorn:              | 2 × 4,8 t                                                         |
| Achslast hinten:            | 2 × 5,0 t                                                         |
| Bodenfreiheit:              | 440 mm                                                            |
| Antrieb                     |                                                                   |
| Motorleistung:              | 287 kW (390 PS) bei 2500 1/min                                    |
| Spezif. Antriebsleistung:   | 14,6 kW/t                                                         |
| Fahrbereich (Straße):       | ca. 800 km                                                        |
| Lenkung:                    | Allradantrieb mit Allradlenkung, Propellerantrieb im Wasser       |
| Geschwindigkeit:            | 90 km/h auf Straßen (100 km/h, frühe Version), 11 km/h im Wasser  |
|                             | vorwärts und rückwärts fahrfähig                                  |
| Kletterfähigkeit:           | ca. 0,6 m                                                         |
| Grabenüberschreitfähigkeit: | ca. 1,90 m                                                        |
| Wendekreis:                 | 12,05 m                                                           |
| Bewaffnung:                 |                                                                   |
| Hauptwaffe:                 | Bordmaschinenkanone 20 mm Rheinmetall MK 20 Rh 202                |
| Feuergeschwindigkeit:       | 800–1000 Schuss/min                                               |
| Kampfentfernung:            | bis 2000 m.                                                       |
| Sekundärwaffe:              | MG3 7,62 mm                                                       |
| Nebelwurfanlage:            | 2 × 4 Becher                                                      |
| Munitionsarten:             |                                                                   |
| AP-T, HE-T                  |                                                                   |
| Munitionsvorrat Hauptwaffe: | 500 Schuss einschl. Reserven in Halterungen hinter dem Panzerturm |
| Richtanlage:                |                                                                   |
| Feuerleitrechner:           | nein                                                              |
| Richtanlage:                | elektrohydraulisch                                                |
| Stabilisierung:             | nein                                                              |
| Optik:                      |                                                                   |
| Richtschütze:               | Wärmebildgerät                                                    |
| Kommandant:                 | WBG über light-pipe                                               |
| Nachtsehgeräte Kraftfahrer: | Restlichtverstärker                                               |
| Lenzpumpen:                 | 4 Stück                                                           |
| Feuerlöschanlage:           | im Triebwerksraum                                                 |